# Darvaz-e-Bala
Darvaz-e-Bala (Darwāz-e Bālā; persisch ولسوالی درواز بالا / paschtunisch درواز بالا ولسوالۍ / englisch Darwaz-e Bala; auch als Nusay bezeichnet) ist ein Distrikt in der afghanischen Provinz Badachschan und liegt auf etwa 3520 m.

## Bevölkerung
2016/17 lebten 24.028 Menschen in Darvaz-e-Bala, davon 11.953 Frauen und 12.075 Männer. 2019 waren es mit 25.722 Einwohnern 1694 mehr (+7,05 Prozent) als 2016/17. Bei den Frauen waren es 12.789 (+836; + 6,99 Prozent), bei den Männern 12.933 (+858; + 7,11 Prozent).

## Geschichte
Der Distrikt Darvaz-e-Bala wurde 2005 durch die Aufteilung des Distrikts Darvaz auf drei neue Distrikte gebildet.

## Klima
In der Köppen-Geiger-Klassifikation liegt der Distrikt Darayem in den Ds-Klimaten (Dsc). Die Temperaturen liegen das ganze Jahr über typischerweise zwischen −10 Grad Celsius und 14 Grad Celsius, können selten auf −25 Grad Celsius fallen oder bis zu 24 Grad Celsius steigen. Die durchschnittliche jährliche Niederschlagsmenge beträgt etwa 1146 Millimeter. Es gibt jährlich 156 Regentage mit einer Niederschlagsmenge oberhalb der 1-Millimeter-Grenze. Jährlich gibt es durchschnittlich 3824 Sonnenscheinstunden; die Tageslichtdauer variiert zwischen neun Stunden und 31 Minuten und 14 Stunden und 47 Minuten. Durchschnittlich ist der kälteste Monat der Januar, die wärmsten sind der Juli und der August. Die meisten Regentage gibt es im Juni, die wenigsten im August. Die meisten Sonnenstunden gibt es im Juli, die wenigsten im Januar. Der UV-Index liegt zwischen 4 im Dezember und 14 im Mai.